# Brazoria
Brazoria és un gènere amb sis espècies d'angiospermes que pertany a la família de les Lamiàcies.

## Espècies seleccionades
| - Brazoria arenaria - Brazoria pulcherrima - Brazoria roemeriana - Brazoria scuttelarioides - Brazoria scutellarioides - Brazoria truncata |